# Джеймс (залив)
Джеймс (англ. James Bay) — крупный залив, с юга примыкающий к Гудзонову заливу в Канаде. Его берега принадлежат провинциям Квебек и Онтарио, а острова в заливе (Акимиски, Чарлтон и др.) — территории Нунавут.
Впервые залив привлёк внимание европейцев в 1610 году, когда Генри Гудзон вошёл в него во время своего обследования крупного залива, который теперь носит его имя. Сам же залив Джеймс получил своё название в честь Томаса Джеймса, английского капитана, более подробно исследовавшего этот район в 1631 году.
Залив Джеймс занимает важное место в истории Канады, так как его берега наиболее пригодны для жизни из всех областей Гудзонова залива, поэтому впоследствии он приобрёл большое значение для Компании Гудзонова залива и британской экспансии в Канаде. Исследовательский дуэт Пьер-Эспри Радиссона и Медара Шуара, господина Грозейе основал первый в заливе Джеймс транспортный пост для торговли мехом Руперт-Хаус, деятельность которого была очень успешна. Значительный объём товарооборота сохранялся в этом регионе до 1940-х, но залив Джеймс постепенно терял своё значение почти что с самого основания Компании. Однако он стал входными воротами для британских колонизаторов тех областей, которые впоследствии станут Манитобой (например, Виннипега), и более дальних местностей вплоть до Скалистых гор.

## Проекты развития
Область Квебека Бе-Джеймс вернулась на первый план в 1971 году из-за запуска правительством Квебека проекта гидроэлектрического развития рек залива Джеймс, в частности рек Ла-Гранд и Истмейн. Проект Залив Джеймс включал в себя отведение рек Истмейн и Опинака к реке Ла-Гранд, создание ряда огромных водохранилищ и сооружение серии гидроэлектростанций на реке Ла-Гранд.
Канадскими инженерами уже был предложен другой крупный проект развития — «ГРАНД Канал» (Great Recycling and Northern Development Canal). Предлагавшаяся в разных формах уже несколько десятилетий идея подразумевает сооружение плотины, отделяющей южную часть залива Джеймс от Гудзонова залива и, таким образом, превращающей залив в пресное озеро, благодаря многочисленным рекам, впадающим в него (Аттавапискат, Олбани, Мус, Ла-Гранд, Харрикана, Истмейн, Экуан, Рогган, Каписко, Опиннаго, Ноттавей, Руперт, Бродбак, Миссисикаби и другие). Эта вода могла бы также откачиваться на юг для её использования. Однако маловероятно, что этот проект будет осуществлён.

## Галерея

Карта Гудзонова залива и окрестностей
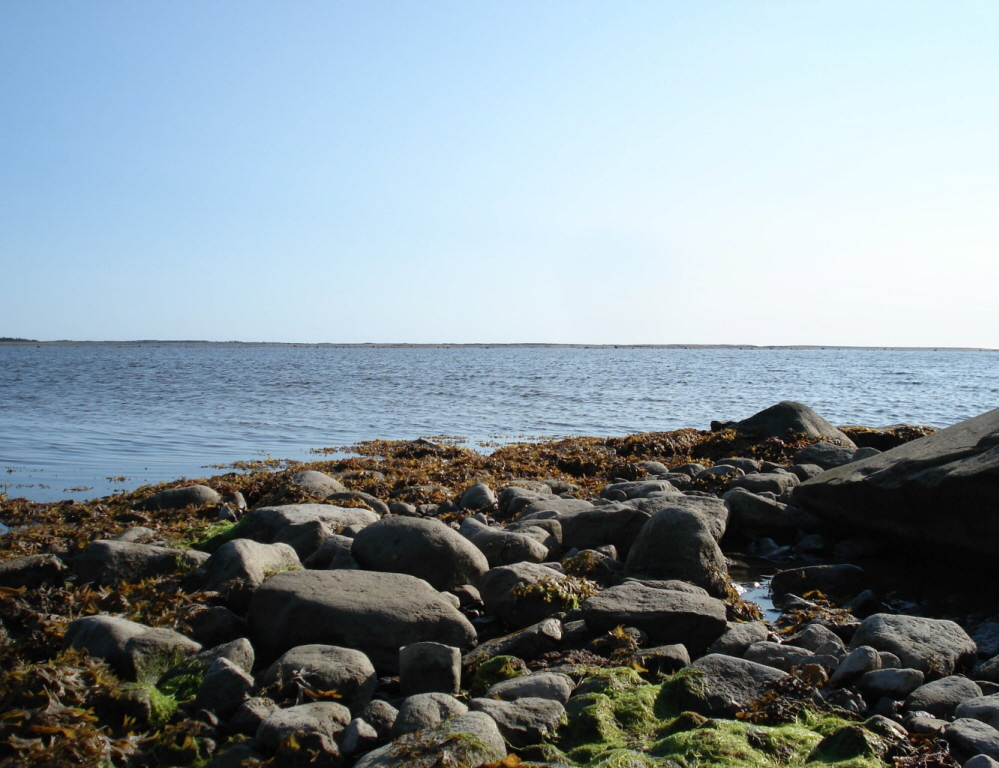
Залив Джеймс недалеко от Чисасиби
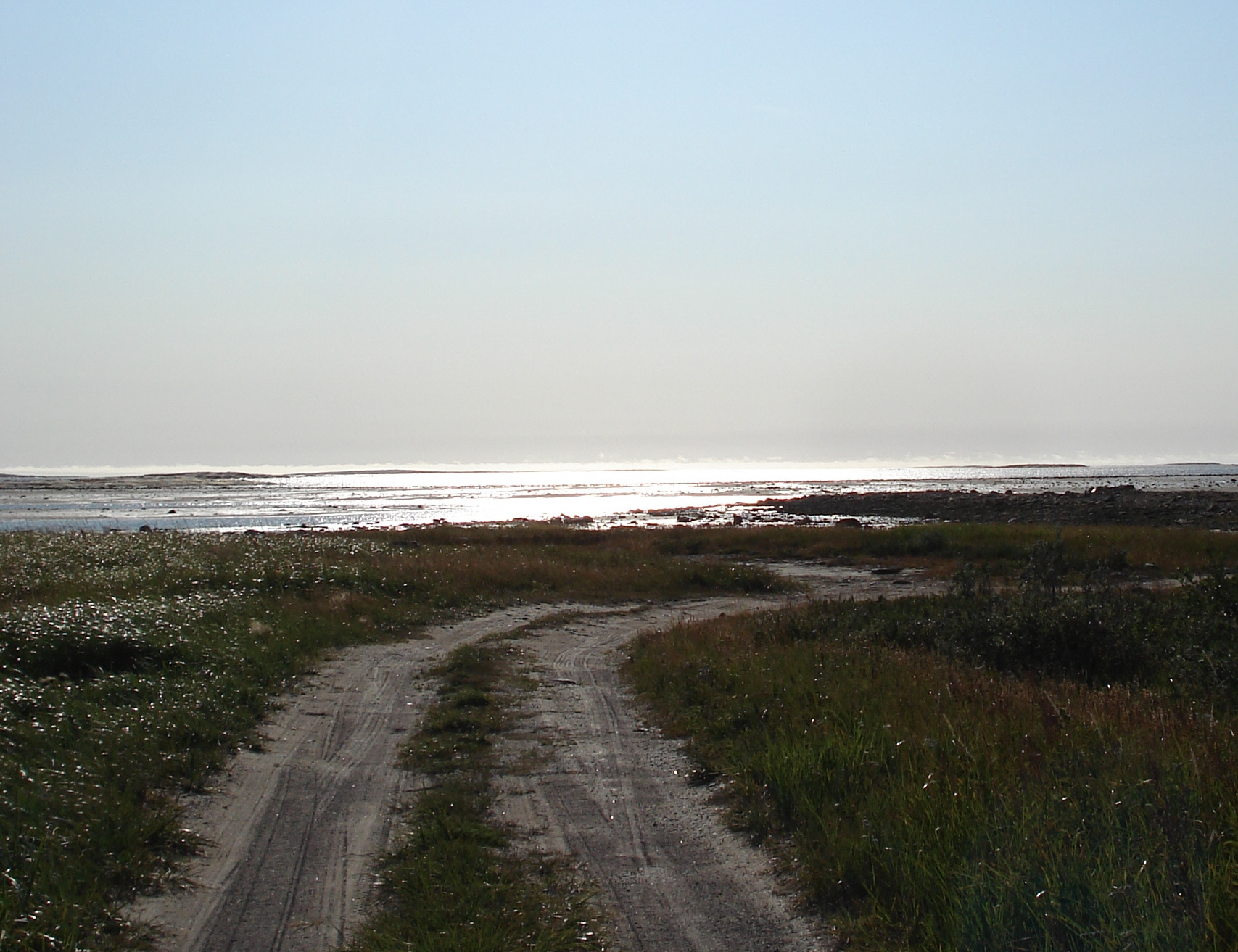
Залив Джеймс недалеко от Чисасиби
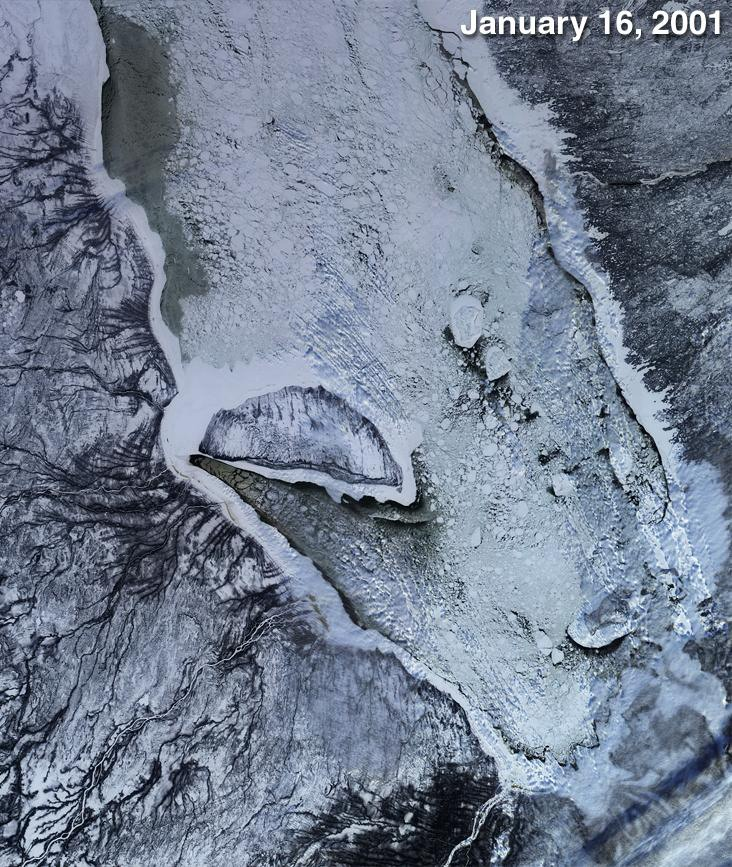
Залив Джеймс 16 января 2001
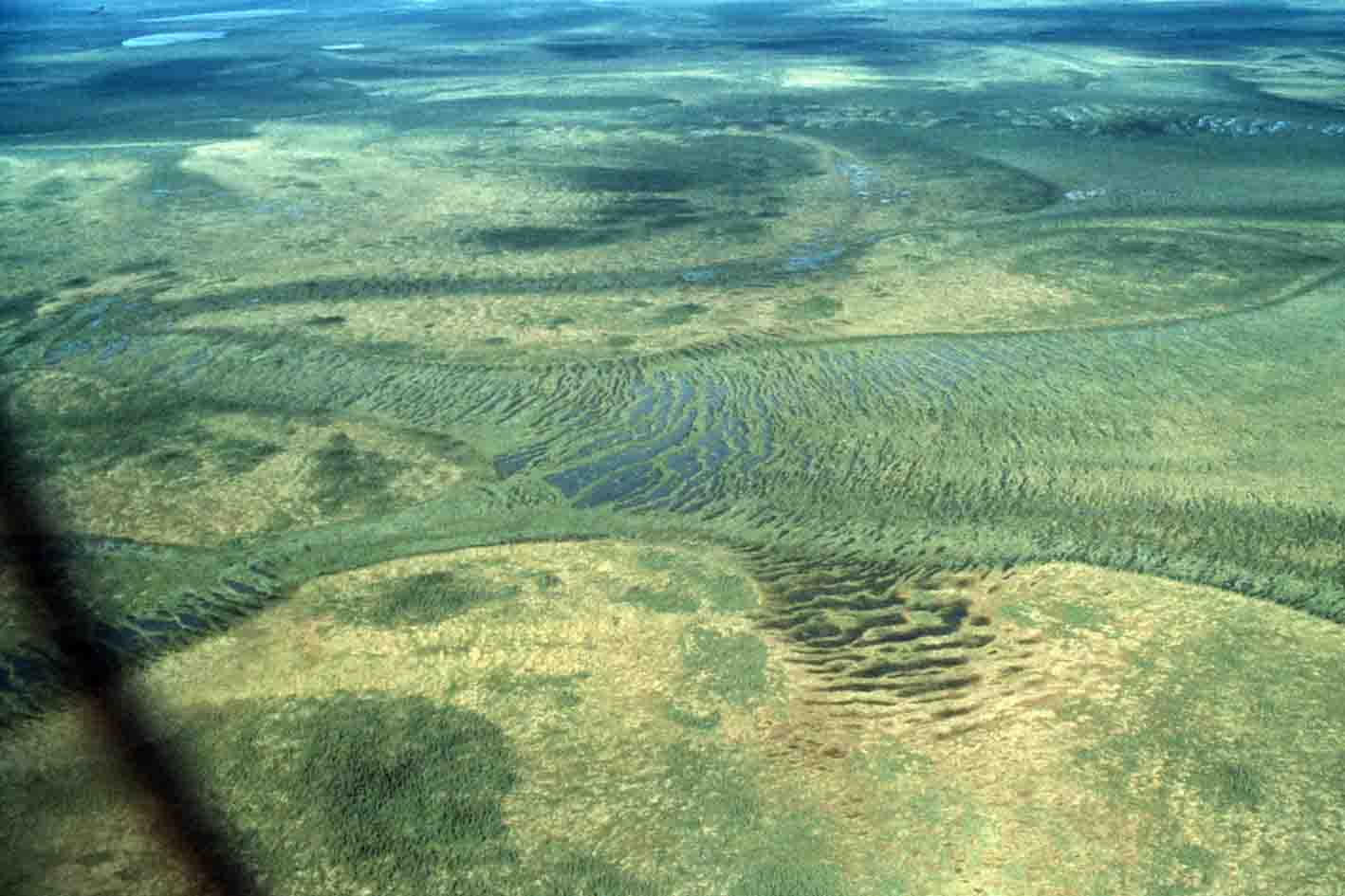
Одно из малых озёр, образованных заливом